# إيوان باربو (لاعب كرة قدم)
إيوان باربو (بالرومانية: Ion Barbu)‏ هو لاعب كرة قدم روماني في مركز الدفاع، ولد في 24 ديسمبر 1938 في كرايوفا في رومانيا، وتوفي في 2 مايو 2011 في بيتيشت في رومانيا. شارك مع منتخب رومانيا لكرة القدم. أما مع النوادي، فقد لعب مع نادي بشكتاش وأرغيس بيتيشت ‏.

## وصلات خارجية
- إيوان باربو على موقع قاعدة بيانات كرة القدم.إي يو (الإنجليزية)
- إيوان باربو على موقع ناشيونال فوتبول تيمز (الإنجليزية)
- إيوان باربو على موقع عالم كرة القدم.نت (الإنجليزية)